# Altenmarkt im Pongau
Altenmarkt im Pongau is een gemeente in de Oostenrijkse deelstaat Salzburger Land, en maakt deel uit van het district Sankt Johann im Pongau.
Altenmarkt im Pongau telt 3619 inwoners. Het behoort tot het skigebied Sportwelt SKI Amadé.

## Geboren
- Hannes Reichelt (5 juli 1980), alpineskiër
- Hermann Maier (7 december 1972), alpineskiër

## Foto's

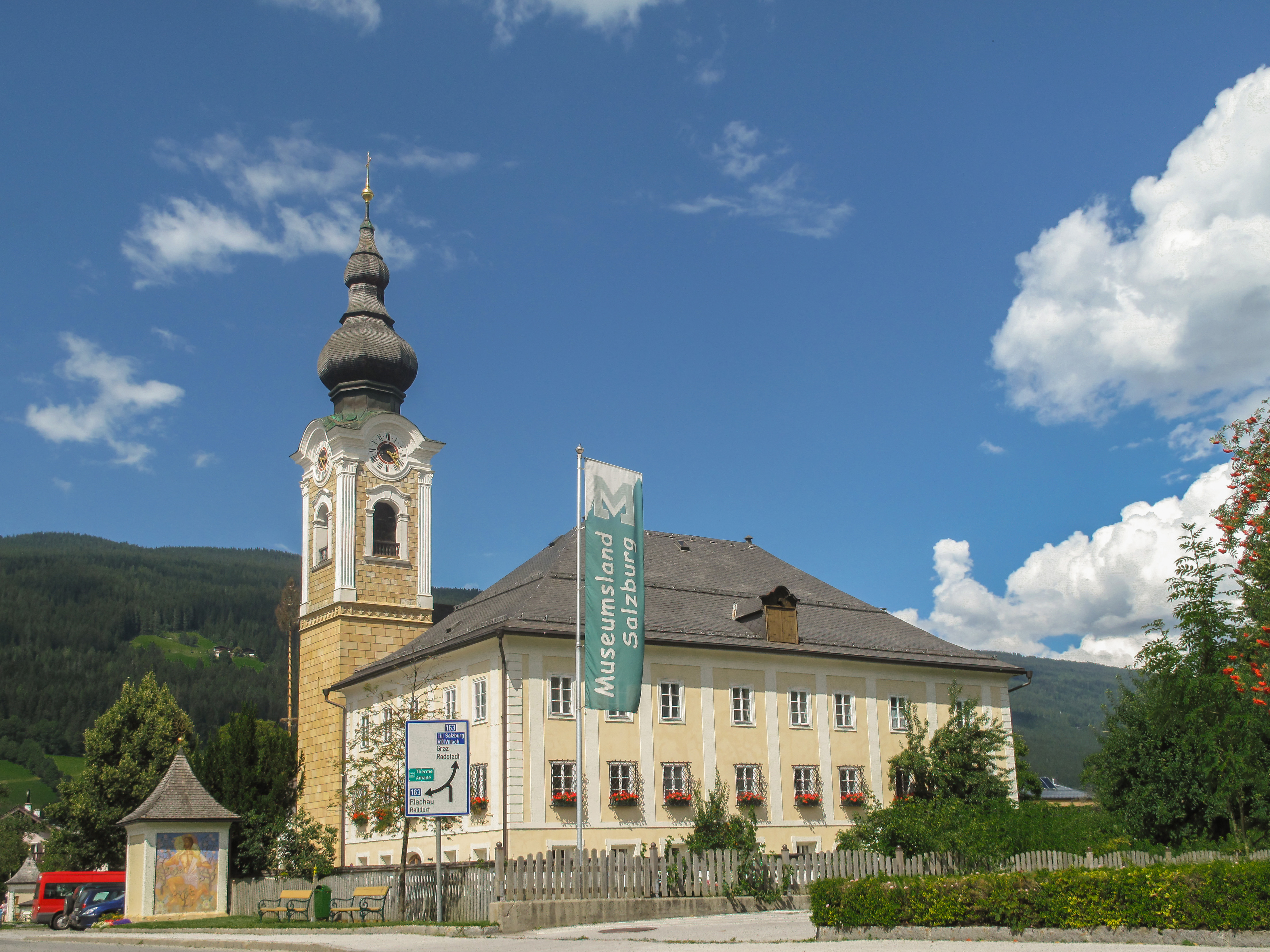
Altenmarkt im Pongau, kerk
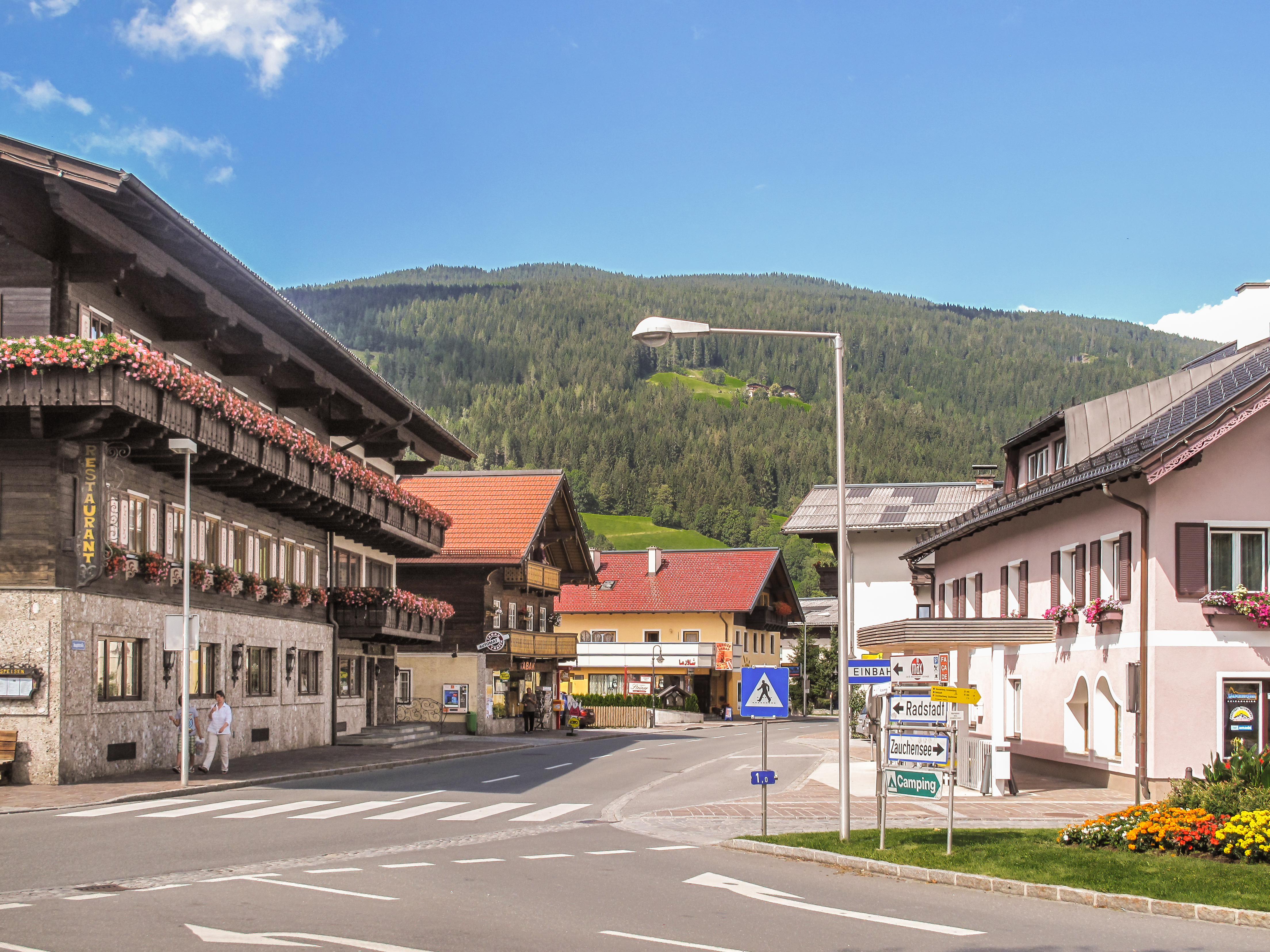
Altenmarkt im Pongau, straatzicht

Altenmarkt im Pongau ·
Bad Gastein ·
Bad Hofgastein ·
Bischofshofen ·
Dorfgastein ·
Eben im Pongau ·
Filzmoos ·
Flachau ·
Forstau ·
Goldegg im Pongau ·
Großarl ·
Hüttau ·
Hüttschlag ·
Kleinarl ·
Mühlbach am Hochkönig ·
Pfarrwerfen ·
Radstadt ·
St. Johann im Pongau ·
St. Martin am Tennengebirge ·
St. Veit im Pongau ·
Schwarzach im Pongau ·
Untertauern ·
Wagrain ·
Werfen ·
Werfenweng
- Gemeinsame Normdatei: 4001419-8
- Nationale Bibliotheek van Israël: 987012858572805171
- Virtual International Authority File: 244513634
- WorldCat: E39PBJhddyQVXPTv98BjhT34v3